# Saison 1 de 15/A
Chronologie
Saison 2
Cet article présente le guide des épisodes de la première saison de la série télévisée 15/A (15/Love).

## Distribution de la saison

### Acteurs principaux
- Laurence Leboeuf (VF : Noémie Orphelin) : Cody Myers
- Meaghan Rath (VF : Edwige Lemoine) : Adena Stiles
- Max Walker (VF : Sébastien Desjours) : Gary « Squib » Furlong
- Sarah-Jeanne Labrosse (VF : Kelly Marot puis Ariane Aggiage) : Sunny Capaduca
- Kyle Switzer (en) (VF : Charles Pestel) : Rick Geddes
- Thierry Ashanti (VF : Thierry Antoni) : Coach Artie Gunnerson
- Vadim Schneider (VF : Alexandre Gillet) : Sébastien Dubé (épisodes 1 à 12)
- Jaclyn Linetsky (VF : Laura Préjean) : Megan O'Connor (épisodes 1 à 12)
- Nwamiko Madden (it) (VF : Axel Kiener) : Cameron White (depuis l'épisode 13)
- Amanda Crew (VF : Alexandra Garijo) : Tanis McTaggart (depuis l'épisode 13)

### Acteurs récurrents et invités
- Charles Edwin Powell (VF : Patrick Borg) : Président Harold Bates (12 épisodes)
- Michel Monty (en) : Henri Dubé (épisodes 1, 3, 4 et 7)
- Sacha Cantor : Justin Powers (épisodes 5, 15 et 22)
- David Schaap : Hartley Myers (épisodes 6 et 21)
- Emma Campbell : Jennifer Wiley (épisodes 7, 12, 24 et 25)
- Sébastien Roberts : François Cochet (épisode 9)

## Épisodes

### Épisode 1Bienvenue à Cascadia
- Canada : 6 septembre 2004 sur YTV
- France : 5 octobre 2008 sur France 4

- David Schaap (Hartley Myers)
- Michel Monty (Henri Dubé)

Cody Myers, la fille du Dr Myers, intègre l'académie de Cascadia, une école très réputée pour ses joueurs de tennis de haut niveau. Cody quant à elle ne s'intéresse pas au sport mais le jour où elle arrive une compétition filles contre garçons a lieu. Megan et Adena l'intègrent dans l'équipe, elle commence à faire ses preuves dans un parcours du combattant. Mais voilà, lors de l'épreuve finale, Cody ne voyant pas l'enjeu des autres élèves à gagner la compétition, elle ne fait pas beaucoup d'efforts pour faire gagner son équipe. Elle n'apprendra que plus tard que l'équipe vainqueur gagnait le dortoir le plus luxueux de l'académie. Megan et Adena qui avaient si bien intégré Cody la rejettent.
Cody n'est pas la seule nouvelle, Sébastien arrive également à l'académie où Squib n'hésite pas dès le début à le prendre en grippe. Squib est jaloux de lui, il faut dire que Sébastien ne manque pas d'atouts tant au niveau du tennis qu'avec les filles. Surnommé « le prince français », il ne manque pas d'en énerver quelques-uns. Squib, qui est un peu le comique de l'académie, tentera d'énerver un maximum Sébastien. Notamment en jouant avec sa raquette fétiche. Sébastien ne le supporte plus et ils allaient se battre lorsque le surveillant leur dit qu'à Cascadia, les conflits se règlent sur un terrain. Les deux joueurs s'affrontent donc en duel, si Squib gagne il a la raquette de Sébastien et si Sébastien gagne il a la chambre de Squib (qui est la meilleure). Sébastien remporte le duel mais las de se battre avec Squib, il lui propose d'être colocataire dans la même chambre, ce que Squib accepte.
Pendant ce temps-là, Cody écrit un article pour le journal de Cascadia où elle n'hésite pas à critiquer les habitudes de ses « copains de classe », allant même jusqu'à les ridiculiser. Mais voilà, Adena et Megan reviennent vers elle pour se faire pardonner de leur attitude et Cody s'en veut d'avoir écrit pareilles horreurs. Elle tente de récupérer son papier mais c'est trop tard, le journal a déjà été publié. Alors qu'elle ramasse les 160 journaux distribués dans l'académie, il lui en manque un qui est entre les mains de Squib qui le lit aux autres... Verdict : c'est le meilleur article qu'ils aient lu depuis bien longtemps...

### Épisode 2:La Princesse et le Clown
- Canada : 13 septembre 2004 sur YTV
- France : 5 octobre 2008 sur France 4

### Épisode 3:Le Bal et le Clochard
- Canada : 20 septembre 2004 sur YTV
- France : 5 octobre 2008 sur France 4

- Michel Monty (Henri Dube)
- Frayne Mccarthy (Sponsor)
- Alan West (Kid Buying Chocolate)

### Épisode 4:Petite snack entre amis
- Canada : 27 septembre 2004 sur YTV
- France : 12 octobre 2008 sur France 4

- Michel Monty (Henri Dube)

### Épisode 5:Haute Tension
- Canada : 4 octobre 2004 sur YTV
- France : 12 octobre 2008 sur France 4

- Danny Blanco-hall (Malcolm Stiles)
- Sacha Cantor (Justin Powers)

### Épisode 6:Le Monstre du Memphré
- Canada : 11 octobre 2004 sur YTV
- France : 12 octobre 2008 sur France 4

### Épisode 7:Les Apprenties sorcières
- Canada : 18 octobre 2004 sur YTV
- France : 12 octobre 2008 sur France 4

- David Schaap (Hartley Myers)
- Brittany Drisdelle (Violet Hall)
- Michel Monty (Henri Dubé)
- Emma Campbell (Jennifer Wiley)

### Épisode 8:Double mixte
- Canada : 1er novembre 2004 sur YTV
- France : 12 octobre 2008 sur France 4

### Épisode 9:30/A
- Canada : 8 novembre 2004 sur YTV
- France : 19 octobre 2008 sur France 4

- David Schaap (Hartley Myers)
- Sebastien Roberts (François Cochet)
- Robert Paul Chauvelot (Waiter)
- Marie-Josée Colburn (Katerina)

### Épisode 10:Megan et la secte vaudou
- Canada : 15 novembre 2004 sur YTV
- France : 19 octobre 2008 sur France 4

### Épisode 11:Drague: mode d’emploi
- Canada : 22 novembre 2004 sur YTV
- France : 19 octobre 2008 sur France 4

- Claudia Besso (Monique)

### Épisode 12:L'Invention du siècle
- Canada : 29 novembre 2004 sur YTV
- France : 19 octobre 2008 sur France 4

- Emma Campbell (Jennifer Wiley)

### Épisode 13:Megan et Sébastien
- Canada : 17 janvier 2005 sur YTV
- France : 19 octobre 2008 sur France 4

### Épisode 14:La Vie après
- Canada : 17 janvier 2005 sur YTV
- France : 26 octobre 2008 sur France 4

- David Schaap (Hartley Myers)
- Amanda Crew (Tanis Mctaggart)
- Nwamiko Madden (Cameron White)

### Épisode 15:Justin Contre-attaque
- Canada : 24 janvier 2005 sur YTV
- France : 26 octobre 2008 sur France 4

- Sacha Cantor (Justin Powers)

### Épisode 16:Le Choix d'Adena
- Canada : 7 février 2005 sur YTV
- France : 26 octobre 2008 sur France 4

### Épisode 17:Mauvaise Réputation
- Canada : 14 février 2005 sur YTV
- France : 26 octobre 2008 sur France 4

- Tim Rozon (Jimmy Kane)

### Épisode 18:Question d'image
- Canada : 21 février 2005 sur YTV
- France : 26 octobre 2008 sur France 4

### Épisode 19:Courrier du cœur
- Canada : 28 février 2005 sur YTV
- France : 2 novembre 2008 sur France 4

- Richard Kurban (David Laraby)
- Tim Post (Tom Laraby)

### Épisode 20:King Pong
- Canada : 7 mars 2005 sur YTV
- France : 2 novembre 2008 sur France 4

### Épisode 21:Squib à la Une
- Canada : 14 mars 2005 sur YTV
- France : 2 novembre 2008 sur France 4

- Mike Patterson (Andrew Agussi)
- David Schaap (Hartley Myers)

### Épisode 22:Petites trahisons entre amis
- Canada : 21 mars 2005 sur YTV
- France : 2 novembre 2008 sur France 4

- Sacha Cantor (Justin Powers)
- David Schaap (Hartley Myers)

### Épisode 23:Leçons de séduction
- Canada : 30 mars 2005 sur YTV
- France : 2 novembre 2008 sur France 4

### Épisode 24:Esprit es-tu là?
- Canada : 6 avril 2005 sur YTV
- France : 9 novembre 2008 sur France 4

- Emma Campbell (Ms. Wiley)
- Robert Crooks (Ryan Furlong)

### Épisode 25:Rick le maître des clefs
- Canada : 13 avril 2005 sur YTV
- France : 9 novembre 2008 sur France 4

- Emma Campbell (Ms. Wiley)

### Épisode 26:Le Choix de Cody
- Canada : 20 avril 2005 sur YTV
- France : 9 novembre 2008 sur France 4

- Tyrone Benskin (Mr. White)